# Gil Brandão
Gilberto Machado Brandão (Pernambuco, 1924 — Rio de Janeiro, 12 de dezembro de 1983), conhecido como Gil Brandão, foi um médico, arquiteto e modelista brasileiro. 

## Biografia

### Formação
Formou-se em Medicina pela antiga Universidade do Brasil, em 1958, com pós-graduação em Psiquiatria. 
Antes de se dedicar à moda, foi criador da história em quadrinhos "Raça e Coragem", ambientada no meio rural brasileiro e publicada na revista Sesinho

### Carreira na moda brasileira
Gil Brandão inovou a moda brasileira ao criar e publicar moldes para confecção de roupas em jornais e revistas. Por meio de suas publicações, traduzia as tendências internacionais adaptando-as ao nosso clima e realidade de mercado. 
Foi ilustrador de moda e modelista da Revista Fon-fon a partir de 1951. Também foi o primeiro modelista da revista Manequim, a partir de 1965. Também colaborou com o Jornal do Brasil.
Ainda foi autor de vários livros, dentre eles "Aprenda a costurar" (1967), ainda usado como bibliografia em cursos de graduação em Moda no Brasil. Outras obras incluem a série "Faça você mesma" e "Acabamentos de costura". Seus livros são utilizados para o estudo de modelagem e interpretação de modelos, por serem precisos e detalhados, facilitando a confecção das peças de vestuário.

### Morte
Faleceu na cidade do Rio de Janeiro, em 12 de dezembro de 1983, assassinado em sua residência. Foi sepultado no Cemitério de São João Batista..
Uma rua no bairro de Pirituba, em São Paulo, leva seu nome.